# Teinobasis ruficollis
Teinobasis ruficollis – gatunek ważki z rodziny łątkowatych (Coenagrionidae).